# Auf der Strecke
Auf der Strecke é um curta-metragem alemão de 2009 dirigido por Reto Caffi. Como reconhecimento, foi nomeado ao Oscar 2019 na categoria de Melhor Curta-metragem.